# Calleville
Calleville település Franciaországban, Eure megyében. Lakosainak száma 661 fő (2022. január 1.). Calleville Bosrobert, Le Bec-Hellouin, Brionne, Harcourt, La Haye-de-Calleville és La Neuville-du-Bosc községekkel határos.

## Népesség
A település népességének változása:
| Lakosok száma | 345  | 493  | 551  | 556  | 666  | 664  | 669  | 660  | 654  | 661  |
|               | 1968 | 1982 | 1990 | 2006 | 2013 | 2015 | 2017 | 2019 | 2020 | 2022 |